# Compsodrillia tristicha
Compsodrillia tristicha é uma espécie de gastrópode do gênero Compsodrillia, pertencente à família Pseudomelatomidae.